# Nockeby torg
Nockeby torg är ett mindre butikscentrum i stadsdelen Nockeby i Bromma i Västerort inom Stockholms kommun. 
Torget anlades som ett typiskt trädgårdsstadstorg i början på 1930-talet som en långsmal piazza i nord-sydriktning. Stadsplanen fastställdes i september 1932 och är undertecknad av Albert Lilienberg. Spårvägslinje 12 på Nockebybanan drogs ut till Nockeby torg hösten 1929.

## Bebyggelsen kring torget
Nockeby torg är cirka 250 meter långt och avslutas mot norr i grönområdet Brålunden. Runt torget och Brålunden finns en parallell bebyggelse och i mitten anlades en park med trädplantering. Torget omges av byggnader i två plan, ursprungligen flerfamiljshus med butiker i bottenvåningen. Charmen från 1930-talet består och i husen kan man fortfarande hitta små servicebutiker som skomakare, skräddare, hårfrisör och restauranger. Husen är slätputsade och ritade av Edvin Engström. Området kring Nockeby torg domineras av villabebyggelse, varav många exklusiva, och som vetter mot Mälaren och Kärsön. Nockeby är idag ett av Brommas mest exklusiva villaområden.
De första byggnaderna kring Nockeby torg började byggas i slutet av 1920-talet och från torget strålade bebyggelsen ut i huvudsak i östlig och sydlig riktning.
Nockeby torg är ett av de tre typiska 1920-1930-talstorgen, som finns utefter 12:ans spårvagnslinje på Nockebybanan och det är det senast byggda torget. De två andra affärstorgen är Smedslättstorget och Höglandstorget. Nästan varje hållplats var självförsörjande med butiker och serviceinrättningar.
Stockholms stad hade 1904 inköpt Åkeshov och då ingick också den blivande stadsdelen Nockeby. Under åren 1926-1933 uppläts de flesta tomterna för bebyggelse och områdena kring Nockeby torg bebyggdes, liksom torget, under 1930-talet. Området planerades för villabebyggelse, men vid Nockeby torg och vid Brålunden byggdes trevåningshus. De flesta vägarna kring Nockeby torg fick sina namn 1929, men med några få undantag. Författarvägen namngavs redan 1925, Brålunden, Djuravägen och Grangärdevägen fick sina namn 1930 och Kung Atles Väg namnsattes 1957. Från Nockeby torg utgår Nockeby Kyrkväg, som fick sitt namn först 1960, då Sankta Birgitta kyrka skulle byggas, kyrkan invigdes 1962.

## Spårvagnshållplatsen Nockeby torg
Tvärs över torget går spårvagnens gatuspår på Nockebybanan och det är den näst sista hållplatsen på banan.  Den 30 september 1929 invigdes den sista sträckan på Nockebybanan som gick från Höglandstorget till Olovslund och vidare till Nockeby torg och Källviken innan banan via en vändslinga nådde fram till banans slutpunkt Nockeby.

## Bilder

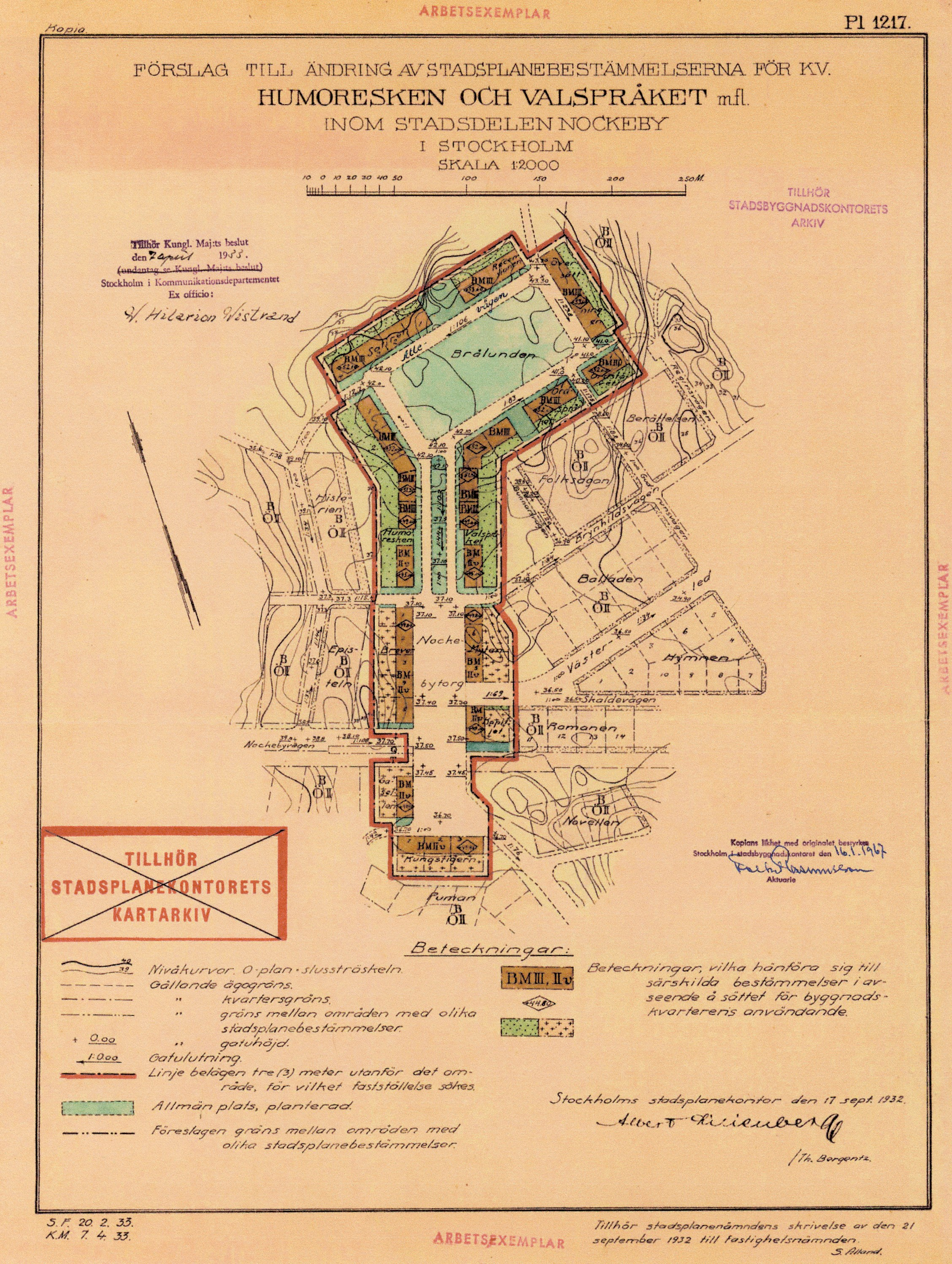
Stadsplanen från 17 september 1932.
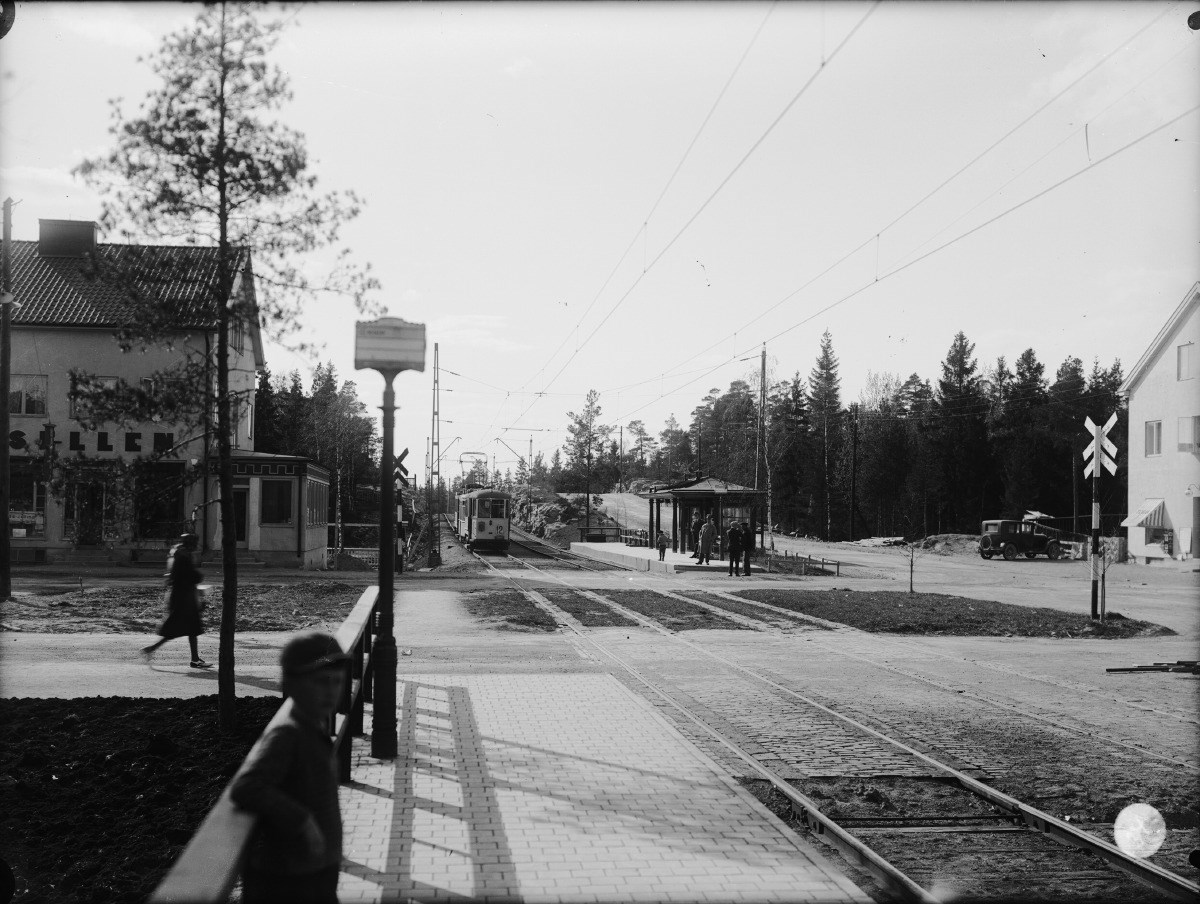
Nockeby torg spårvagnshållplats 1931.
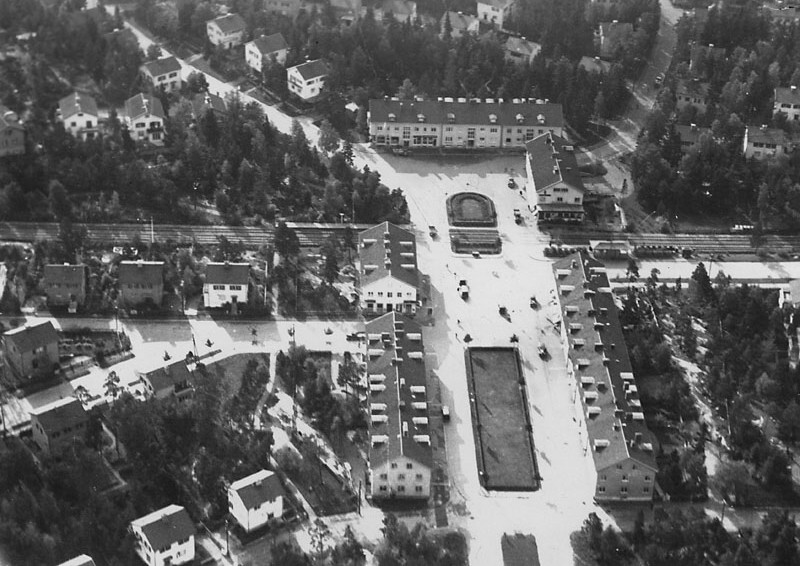
Det nybyggda torget 1935.
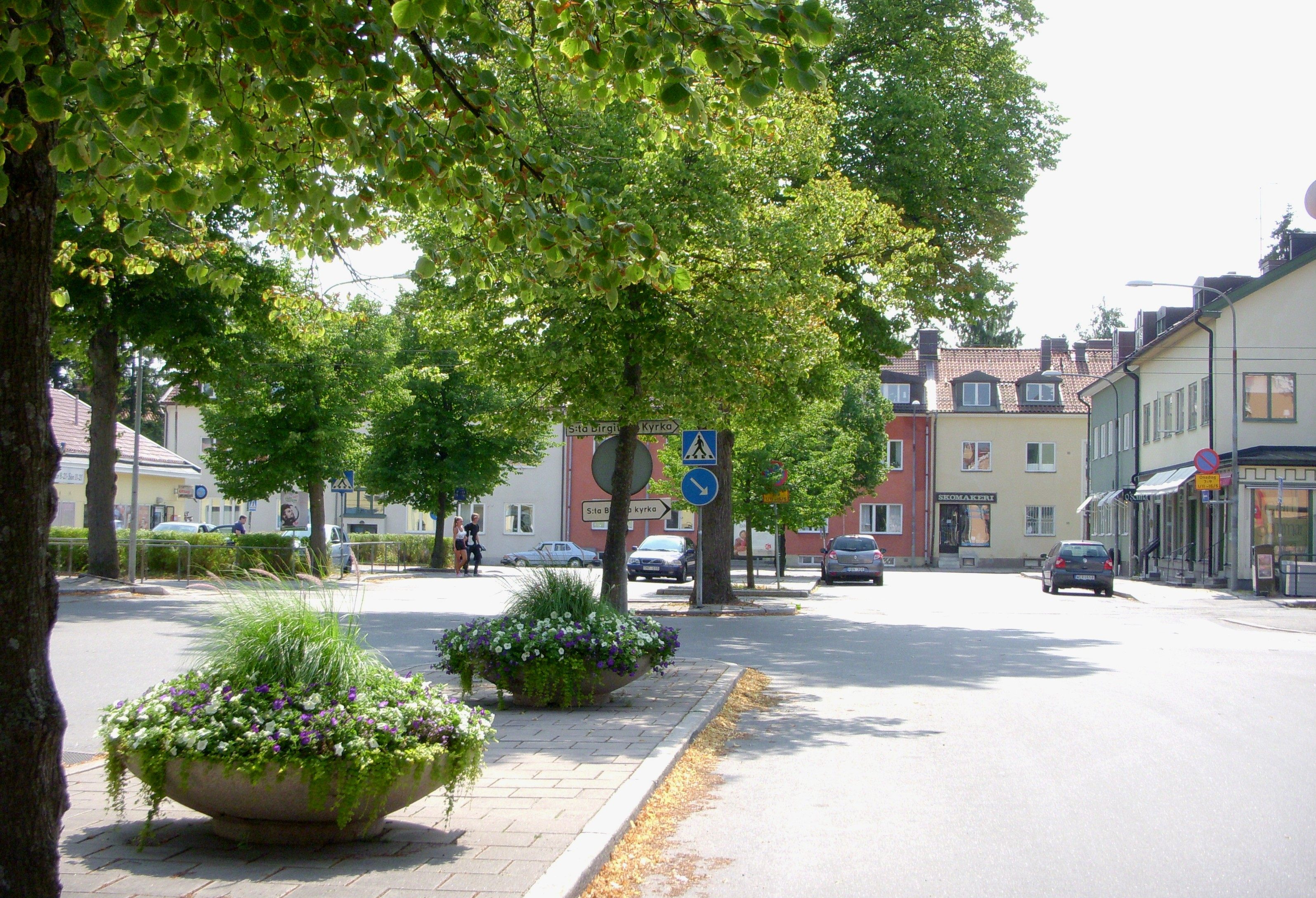
Nockeby torg på sommaren 2010.
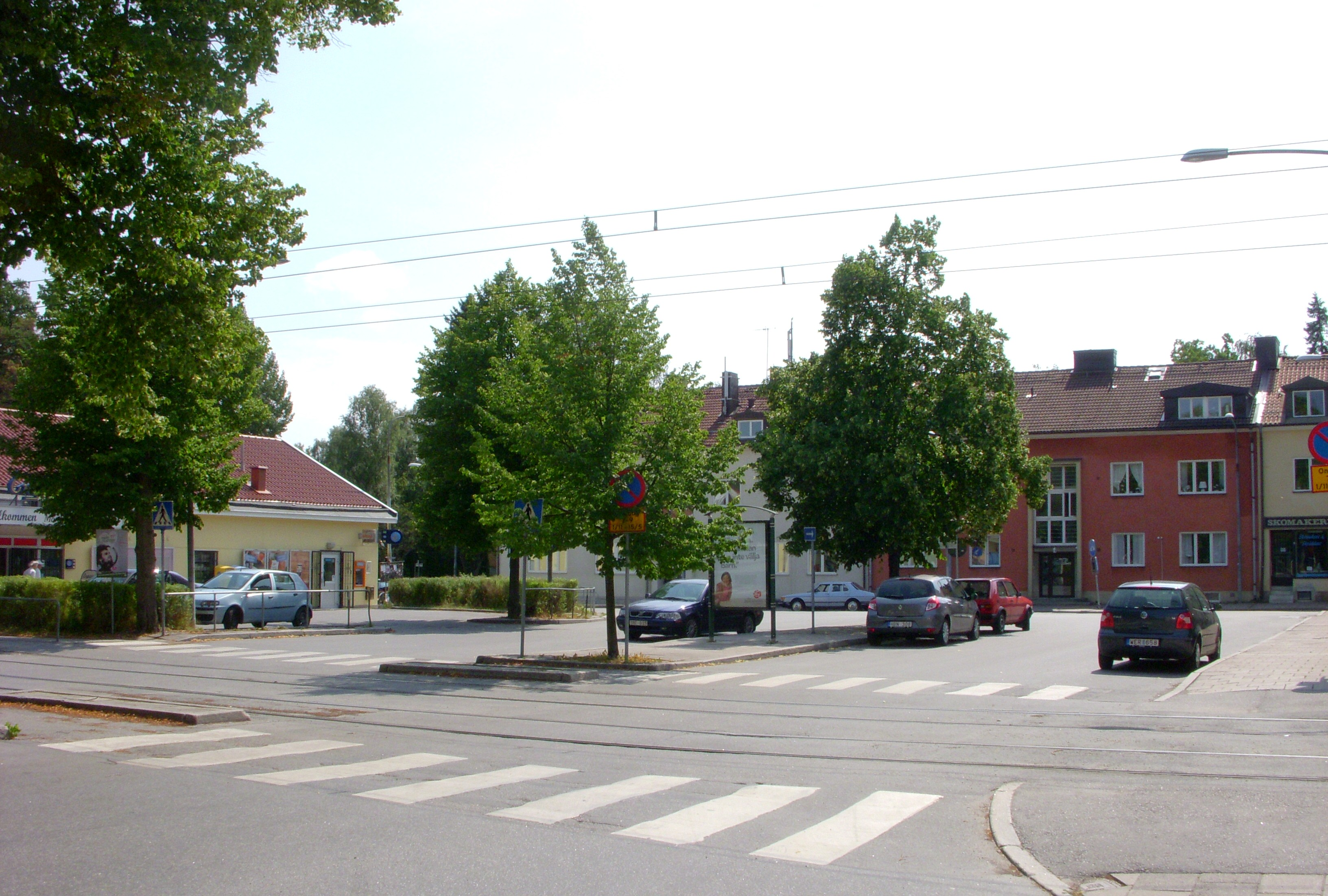
Nockeby torg på sommaren 2010.